# Durtol
Durtol település Franciaországban, Puy-de-Dôme megyében. Lakosainak száma 1964 fő (2022. január 1.). Durtol Nohanent, Blanzat, Chanat-la-Mouteyre, Clermont-Ferrand, Orcines és Chamalières községekkel határos.

## Népesség
A település népességének változása:
| Lakosok száma | 1999 | 1996 | 2054 | 2015 | 2028 | 2057 | 2065 | 2015 | 1964 |
|               | 2013 | 2015 | 2016 | 2017 | 2018 | 2019 | 2020 | 2021 | 2022 |